# Masaccio
Masaccio (rojen kot Tommaso Cassai), italijanski slikar, * 21. december 1401, † jesen 1428.
Masaccio (italijansko: [mazattʃo]) je bil prvi veliki slikar quattrocenta, obdobja italijanske renesanse. Po mnenju Vasarija je bil Masaccio najboljši slikar svoje generacije zaradi svojega znanja in spretnosti pričarati realistične like in gibanje, kot tudi prepričljiv občutek tridimenzionalnosti. Masaccio je umrl star šestindvajset let in o natančnih okoliščinah njegove smrti je malo znanega.
Ime Masaccio je humorna različica Maso (okrajšava za Tommaso) kar pomeni "neroden" ali Tom  "grdo". Ime so morda ustvarili, da bi se ločil od svojega glavnega sodelavca imenovanega tudi Maso, znan kot Masolino.

## Zgodnje življenje
Masaccio je bil rojen kot Tommaso di Ser Giovanni di Simone v Castel San Giovanni di Altura, zdaj San Giovanni Valdarno (danes del province Arezzo, Toskana). Oče Giovanni di Simone Cassai je bil notar in mati Jacopa di Martinozzo hči gostilničarja v Barberino di Mugello, mestu nekaj kilometrov južno od Firenc. Družinski priimek Cassai prihaja od dedka Simona in pradedka Lorenza, ki so bili mizarji - oblikovalci pohištva ("Casse", torej "cassai"). Njegov oče je umrl leta 1406, ko je bilo Tommasu le pet. V tem letu se je rodil tudi brat imenovan Giovanni (1406-1486) po umrlem očetu, ki je prav tako postal slikar z vzdevkom Lo Scheggia.. O umetniškem izobraževanju Masaccia ni podatkov. Renesančni slikarji so po tradiciji služili vajeništvo pri mojstrih približno 12 let. Dokumentiran je podatek ko se je pridružil slikarskemu cehu (Arte de 'Medici e Speziali) kot samostojni mojster 7. januarja 1422 podpisan kot "Masus S. Johannis Simonis Pictor populi S. Nicholae de Florentia."

## Prva dela
Prvo delo pripisano Masacciu je triptih San Giovenale (1422), ki je zdaj v muzeju Cascia di Reggello v bližini Firenc in Devica in otrok s sveto Ano (Sant'Anna Metterza) (ok. 1424) sedaj v galeriji Uffizi.
Oltar San Giovenale so odkrili šele leta 1961 v cerkvi San Giovenale v Cascia di Reggello, ki je zelo blizu Masacciovega domačega kraja. Slika predstavlja Devico in otroka z angeli na osrednjem delu, Svetega Jerneja in Blaise na levi plošči in Svetega Juvenala (San Giovenale) in opata Antona na desni strani triptiha. Slika je izgubila veliko svoje prvotne oblike, njena površina je precej odrgnjena. Na slikah je že očitna tridimenzionalnost.
Drugo delo je morda plod sodelovanja Masaccia s starejšim in že znanim umetnikom Masolino da Panicale (1383/4-c. 1.436). Verjetno je Masolino naslikal sliko Sveta Ana in angeli, medtem ko je Masaccio naslikal bolj pomembno Devica in otrok na prestolu. Masolinovi liki so nežni in ljubki, medtem ko so Masacciovi  trdni in krepki.

## Zrela doba
V Firencah je Masaccio proučeval dela Giotta in postal prijatelj z Brunelleschijem in Donatellom. Po njunem nasvetu je leta 1423 Masaccio skupaj z Masolinom potoval v Rim. Takrat je bil že osvobojen vseh gotskih in bizantinskih vplivov kar je mogoče videti v njegovi oltarni sliki za Karmeličansko cerkev v Pisi. Sledi vpliv antične rimske in grške umetnosti, ki so prisotne v nekaterih delih iz tega potovanja. Ta vpliv naj bi bil viden tudi na izgubljeni freski Sagra, (danes znana po nekaterih načrtih, tudi z enim Michelangelovim). Freska je bila naročena za posvetitev slovesnosti v cerkvi Santa Maria del Carmine v Firencah 19. april 1422. Uničena je bila, ko so obnavljali cerkveni hodnik ob koncu 16. stoletja.

## Kapela družine Brancacci
Leta 1424 sta dobila Masaccio in Masolino naročilo bogate Felice Brancacci naj izdelata cikel fresk v kapeli družine Brancacci v cerkvi Santa Maria del Carmine v Firencah. Slikati sta začela okrog leta 1425. Zaradi razlogov, ki so nejasni sta kapelo pustila nedokončano in jo je končal Filippino Lippi leta 1480. Ikonografija fresk in dekoracija je nekoliko nenavadna. Medtem ko večina fresk predstavlja življenje Svetega Petra (Sv. Peter krščuje, Sv. Peter ozdravlja pohabljenca,...), dva prizora na obeh straneh kapele skušnjavo in Izgon Adama in Eve. Kot celota freske predstavljajo človeški greh in plačilo zanj skozi dejanja Petra, prvega papeža. Slog prizorov kaže na Giottov vpliv. Figure so velike, težke in trdne, čustva so izražena skozi obraze in geste kar daje močan vtis naturalizma. Za razliko od Giotta pa Masaccio uporablja linearno in atmosfersko perspektivo, usmerjeno svetlobo in chiaroscúro, ki je zastopan s pomočjo zabrisane svetlobe in barve.
Freska je imela velik vpliv na Michelangela. Še eno pomembno delo je slika Davčni novčič, kjer so Jezus in apostoli upodobljeni kot neoklasični arhetipi. Strokovnjaki pogosto opozarjajo, da sence likov padajo stran od okna kapele, čeprav so osvetljeni z njo. To daje dodaten pomen resničnosti in kaže na Masacciov inovativno genij. V sliki Vstajenje sina Teofila je naslikal tlak v perspektivi z velikimi stavbami in pridobil tridimenzionalni prostor, v katerem so ostali elementi sorazmerni z njihovo okolico. Bil je pionir v uporabi novo odkritega pravila perspektive.
Septembra 1425 je Masolino zapustil delo in odšel na Madžarsko. Ni znano ali zaradi denarja ali prepirov z Felice ali celo umetniškega razhajanja med slikarjema. Ugotovljeno je bilo tudi, da je Masolino načrtoval to pot od samega začetka. Masaccio leve freske ni dokončal leta 1426, da bi se odzval na druga naročila istega pokrovitelja. Vendar je bil dotok denarja od Felice Brancacci vse manjši za vse več dela tako da je moral slikar zaprositi za delo drugje.
Masaccio se je leta 1427 spet vrnil v Carmine. Delati je začel Vstajenje sina Teofila, ki ga tudi ni dokončal. To sliko je bodisi obnovil ali dopolnil več kot petdeset let pozneje Filippino Lippi. Nekateri prizori so se izgubili v požaru leta 1771, o čemer je pisal Vasari v Življenjepisu umetnika. Preživeli deli so bili zelo počrnjeni od dima. V dvajsetem stoletju so odstranili marmorne plošče, ki so prekrivale dve področji slike in razkril se je prvotni videz dela.

## Oltarna slika iz Pise
19. februarja 1426 je Giuliano di Colino degli Scarsi da San Giusto naročil Masacciu veliko oltarno sliko za njegovo kapelo v cerkvi Santa Maria del Carmine v Pisi. Delo je bilo razstavljeno in razpršeno v 18. stoletju in le enajst od približno dvajset originalnih plošč so odkrili v različnih zbirkah po vsem svetu. Osrednja oltarna plošča (Madona z detetom na prestolu je danes v Narodni galeriji v Londonu. Čeprav je zelo poškodovana, ima delo dovršeno kiparsko in človeško podobo kot tudi prepričljivo perspektivno upodobitev prestola. V teh letih je v Pisi delal tudi Donatello in to spomenik za kardinala Rinalda Brancaccija, ki ga je bilo treba poslati v Neapelj. Ta je predlagal Masacciu naj izdela prvo plastiko v perspektivi, ki bi temeljila na Donatellovem kiparstvu, preden je naštudiral bolj znanstven pristop Brunelleschijevih del do perspektive.

## Sveta Trojica
Okoli leta 1427 je Masaccio dobil prestižno naročilo naj naslika Sveto Trojico za Dominikansko cerkev Santa Maria Novella v Firencah. Verjetno je mecen moški, ki je naslikan levo od Marije, medtem ko je njegova žena na desni strani freske ob Svetem Janezu Evangelistu. Freska, ki jo mnogi imenujejo Masacciova največja mojstrovina je upodobljena v centralni linearni perspektivi, ki jo je Masaccio oblikoval pod vplivom Brunelleschija. Upodobitev je postavljena v enega najbolj sofisticiranih iluzionističnih prostorov v zahodnem slikarstvu.
Svete figure in donatorja so zastopani nad podobo okostja, ki leži na sarkofagu. Napis je na videz vklesan v steno nad skeletom in se glasi: »IO FUI GIA QUEL CHE VOI SIETE E QUEL CH'IO SONO VOI ANCO SARETE« (enkrat sem bil to kar si ti sedaj in ti boš nekoč to kar sem sedaj jaz). To okostje je hkrati sklicevanje na Adama, čigar sin je prinesel smrt ljudem in opomin gledalcem, da je njihov čas na zemlji prehoden.

## Zapuščina
Masaccio je umrl zelo mlad. Njegova kariera je trajala komaj približno sedem let, vendar je v likovno umetnost vnesel prefinjenost in novosti, kot sta jih v arhitekturo in kiparstvo vnesla Brunelleschi in Donatello. Po njem se je zgledoval tudi Michelangelo, ko je ustvarjal freske na stropu Sikstinske kapele.
Masaccio je globoko vplival na umetnost slikarstva v renesansi. Vsi florentinski slikarji so v veliki meri preučevali njegove freske, da bi se naučili smernic in pravil slikanja. 
Kljub svoji kratki karieri je imel velik vpliv na druge umetnike. Bil je eden prvih, ki je uporabljal linearno perspektivo. Prav tako se je odmaknil od gotskega sloga in dovršenega okraševanja ter uporabljal bolj naturalistični način, perspektivo in chiaroscuro za prikaz večje realnosti in prvič slikarstvo predstavil kot del globokega, naravnega in humanističnega sveta.